# Livonia (Luisiana)
Livonia é uma cidade  localizada no estado americano de Luisiana, na Paróquia de Pointe Coupee.

## Demografia
Segundo o censo americano de 2000, a sua população era de 1339 habitantes.
Em 2006, foi estimada uma população de 1362, um aumento de 23 (1.7%).

## Geografia
De acordo com o United States Census Bureau tem uma área de
4,7 km², dos quais 4,7 km² cobertos por terra e 0,0 km² cobertos por água.

## Localidades na vizinhança
O diagrama seguinte representa as localidades num raio de 20 km ao redor de Livonia.